# Septième circonscription de l'Oise
La septième circonscription de l'Oise est l'une des 7 circonscriptions législatives françaises que compte le département de l'Oise situé en région Hauts-de-France.

## Description géographique et démographique
La septième circonscription de l'Oise est délimitée par le découpage électoral de la loi no 86-1197 du 24 novembre 1986
, elle regroupe les divisions administratives suivantes : Cantons de Clermont, Creil-Nogent-sur-Oise, Liancourt, Mouy.
- Canton de Clermont
- Canton de Creil-Nogent-sur-Oise
- Canton de Liancourt
- Canton de Mouy.

D'après le recensement général de la population en 1999, réalisé par l'Institut national de la statistique et des études économiques (INSEE), la population totale de cette circonscription est estimée à 108 910 habitants,.

## Historique des députations
| Législature | Début de mandat | Fin de mandat  | Député                                   | Parti politique | Observations                                                                           |
| ----------- | --------------- | -------------- | ---------------------------------------- | --------------- | -------------------------------------------------------------------------------------- |
| IXe         | 23 juin 1988    | 1er avril 1993 | Jean-Pierre Braine                       | PS              |                                                                                        |
| Xe          | 2 avril 1993    | 21 avril 1997  | Jean-Pierre Braine,                      | PS,             | Mandat écourté à la suite d'une dissolution parlementaire décidée par Jacques Chirac.  |
| XIe         | 12 juin 1997    | 18 juin 2002   | Jean-Pierre Braine,                      | PS,             |                                                                                        |
| XIIe        | 19 juin 2002    | 19 juin 2007   | Édouard Courtial,                        | UMP,            |                                                                                        |
| XIIIe       | 20 juin 2007    | 19 juin 2012   | Édouard Courtial puis Dominique Le Sourd | UMP             |                                                                                        |
| XIVe        | 20 juin 2012    | 20 juin 2017   | Édouard Courtial                         | UMP             |                                                                                        |
| XVe         | 21 juin 2017    | 21 juin 2022   | Maxime Minot                             | LR              |                                                                                        |
| XVIe        | 22 juin 2022    | 9 juin 2024    | Maxime Minot                             | LR              | Mandat écourté à la suite d'une dissolution parlementaire décidée par Emmanuel Macron. |
| XVIIe       | 8 juillet 2024  | En cours       | David Magnier                            | RN              |                                                                                        |

## Historique des élections

### Élections de 1988
| Candidat       | Candidat               | Parti          | Premier tour | Premier tour | Second tour | Second tour |  |
| Candidat       | Candidat               | Parti          | Voix         | %            | Voix        | %           |  |
| -------------- | ---------------------- | -------------- | ------------ | ------------ | ----------- | ----------- |  |
|                | Jean-Pierre Braine élu | PS             | 15 397       | 40,66        | 24 116      | 60,13       |  |
|                | Patrick Malaizé        | UDF (PR) (URC) | 10 784       | 28,48        | 15 990      | 39,87       |  |
|                | Jean Sylla             | PCF            | 6 492        | 17,14        |             |             |  |
|                | Henri Bédier           | FN             | 4 209        | 11,11        |             |             |  |
|                | Francis Thabault       | Divers droite  | 986          | 2,6          |             |             |  |
|                |                        |                |              |              |             |             |  |
| Inscrits       | Inscrits               | Inscrits       | 60 598       | 100,00       | 60 498      | 100,00      |  |
| Abstentions    | Abstentions            | Abstentions    | 21 930       | 36,19        | 19 049      | 31,49       |  |
| Votants        | Votants                | Votants        | 38 668       | 63,81        | 41 449      | 68,51       |  |
| Blancs et nuls | Blancs et nuls         | Blancs et nuls | 800          | 2,07         | 1 343       | 3,24        |  |
| Exprimés       | Exprimés               | Exprimés       | 37 868       | 97,93        | 40 106      | 96,76       |  |

Le suppléant de Jean-Pierre Braine était André Vantomme, conseiller général, maire de Clermont, inspecteur des domaines.

### Élections de 1993
| Candidat       | Candidat                         | Parti          | Premier tour | Premier tour | Second tour | Second tour |  |
| Candidat       | Candidat                         | Parti          | Voix         | %            | Voix        | %           |  |
| -------------- | -------------------------------- | -------------- | ------------ | ------------ | ----------- | ----------- |  |
|                | Patrick Malaizé                  | UDF (PR)       | 12 175       | 28,37        | 17 281      | 39,05       |  |
|                | Jean-Jacques Leroy               | FN             | 9 099        | 21,21        | 9 438       | 21,32       |  |
|                | Jean-Pierre Braine sortant réélu | PS (ADFP)      | 8 853        | 20,63        | 17 539      | 39,63       |  |
|                | Jean Sylla                       | PCF            | 4 472        | 10,42        |             |             |  |
|                | Christian Jaskowiec              | GÉ (EÉ)        | 2 869        | 6,69         |             |             |  |
|                | Paule Le Gonidec                 | LT-LNÉ         | 1 472        | 3,43         |             |             |  |
|                | Franck Plain                     | LO             | 1 329        | 3,1          |             |             |  |
|                | Joël Dupuy                       | CNIP           | 1 163        | 2,71         |             |             |  |
|                | Georges Mouttet                  | Divers droite  | 932          | 2,17         |             |             |  |
|                | Francis Thabault                 | Divers         | 545          | 1,27         |             |             |  |
|                |                                  |                |              |              |             |             |  |
| Inscrits       | Inscrits                         | Inscrits       | 64 689       | 100,00       | 64 694      | 100,00      |  |
| Abstentions    | Abstentions                      | Abstentions    | 19 458       | 30,08        | 18 268      | 28,24       |  |
| Votants        | Votants                          | Votants        | 45 231       | 69,92        | 46 426      | 71,76       |  |
| Blancs et nuls | Blancs et nuls                   | Blancs et nuls | 2 322        | 5,13         | 2 168       | 4,67        |  |
| Exprimés       | Exprimés                         | Exprimés       | 42 909       | 94,87        | 44 258      | 95,33       |  |

Le suppléant de Jean-Pierre Braine était André Vantomme.

### Élections de 1997
| Candidat       | Candidat                         | Parti          | Premier tour | Premier tour | Second tour | Second tour |  |
| Candidat       | Candidat                         | Parti          | Voix         | %            | Voix        | %           |  |
| -------------- | -------------------------------- | -------------- | ------------ | ------------ | ----------- | ----------- |  |
|                | Jean-Pierre Braine sortant réélu | PS             | 12 600       | 28,25        | 22 002      | 46,44       |  |
|                | Olivier François                 | FN             | 11 273       | 25,28        | 10 576      | 22,32       |  |
|                | Dominique Antoine                | UDF (FD)       | 9 933        | 22,27        | 14 798      | 31,24       |  |
|                | Marie-France Boutroue            | PCF            | 4 397        | 9,86         |             |             |  |
|                | Raymond Hallard                  | LO             | 1 964        | 4,4          |             |             |  |
|                | Jean-François Etienne            | GÉ             | 1 428        | 3,2          |             |             |  |
|                | Marc Carrignon                   | Les Verts      | 1 348        | 3,02         |             |             |  |
|                | Guy Harlé d'Ophove               | LDI (CNIP)     | 1 113        | 2,5          |             |             |  |
|                | Catherine Beaurain               | MÉI            | 542          | 1,22         |             |             |  |
|                |                                  |                |              |              |             |             |  |
| Inscrits       | Inscrits                         | Inscrits       | 66 273       | 100,00       | 66 270      | 100,00      |  |
| Abstentions    | Abstentions                      | Abstentions    | 19 765       | 29,82        | 17 265      | 26,05       |  |
| Votants        | Votants                          | Votants        | 46 508       | 70,18        | 49 005      | 73,95       |  |
| Blancs et nuls | Blancs et nuls                   | Blancs et nuls | 1 910        | 4,11         | 1 629       | 3,32        |  |
| Exprimés       | Exprimés                         | Exprimés       | 44 598       | 95,89        | 47 376      | 96,68       |  |

Le suppléant de Jean-Pierre Braine était André Vantomme. André Vantomme est élu Sénateur le 23 septembre 2001.

### Élections de 2002
| Candidat       | Candidat                   | Parti          | Premier tour | Premier tour | Second tour | Second tour |  |
| Candidat       | Candidat                   | Parti          | Voix         | %            | Voix        | %           |  |
| -------------- | -------------------------- | -------------- | ------------ | ------------ | ----------- | ----------- |  |
|                | Gérard Weyn                | PS             | 9 891        | 23,75        | 18 323      | 49,15       |  |
|                | Édouard Courtial élu       | UMP            | 9 731        | 23,37        | 18 958      | 50,85       |  |
|                | Georges Moreau             | FN             | 8 332        | 20,01        |             |             |  |
|                | Jean-Pierre Braine sortant | diss. PS       | 4 807        | 11,54        |             |             |  |
|                | Guilhem Ricalens           | RPF            | 2 141        | 5,14         |             |             |  |
|                | Patrick Malaizé            | Divers droite  | 1 759        | 4,22         |             |             |  |
|                | Pierre Bouillon            | Les Verts      | 1 407        | 3,38         |             |             |  |
|                | Raymond Hallard            | LO             | 847          | 2,03         |             |             |  |
|                | Arnaud Bevilacqua          | LCR            | 714          | 1,71         |             |             |  |
|                | Jean-Francis Bocquillet    | MNR            | 581          | 1,4          |             |             |  |
|                | Claude Lemaire             | CPNT           | 508          | 1,22         |             |             |  |
|                | Michel Guignes             | Divers         | 463          | 1,11         |             |             |  |
|                | Marcel Barra               | MPF            | 292          | 0,7          |             |             |  |
|                | Christophe Le Penru        | ND             | 91           | 0,22         |             |             |  |
|                | Alain Bock                 | Divers gauche  | 74           | 0,18         |             |             |  |
|                |                            |                |              |              |             |             |  |
| Inscrits       | Inscrits                   | Inscrits       | 69 919       | 100,00       | 69 918      | 100,00      |  |
| Abstentions    | Abstentions                | Abstentions    | 27 321       | 39,08        | 30 642      | 43,83       |  |
| Votants        | Votants                    | Votants        | 42 598       | 60,92        | 39 276      | 56,17       |  |
| Blancs et nuls | Blancs et nuls             | Blancs et nuls | 960          | 2,25         | 1 995       | 5,08        |  |
| Exprimés       | Exprimés                   | Exprimés       | 41 638       | 97,75        | 37 281      | 94,92       |  |

La suppléante d'Édouard Courtial était Nathalie Bresson.

### Élections de 2007
|                | Édouard Courtial sortant réélu | UMP            | 22 027 | 51,68  |  |  |  |
|                | Abdel Mokhtari                 | PS             | 7 360  | 17,27  |  |  |  |
|                | André Fouchard                 | FN             | 3 066  | 7,19   |  |  |  |
|                | Loïc Pen                       | PCF            | 2 685  | 6,3    |  |  |  |
|                | Christelle Dinard              | UDF–MoDem      | 2 314  | 5,43   |  |  |  |
|                | Isabelle Maupin                | Les Verts      | 1 339  | 3,14   |  |  |  |
|                | Céline Demarle                 | LCR            | 1 204  | 2,83   |  |  |  |
|                | Éric Montes                    | PRG            | 788    | 1,85   |  |  |  |
|                | Jean-Sébastien Bertin          | LO             | 632    | 1,48   |  |  |  |
|                | Virginie Deverchin             | MPF            | 567    | 1,33   |  |  |  |
|                | Nadine Vasseur                 | CPNT           | 399    | 0,94   |  |  |  |
|                | Richard Heim                   | Divers         | 238    | 0,56   |  |  |  |
|                |                                |                |        |        |  |  |  |
| Inscrits       | Inscrits                       | Inscrits       | 73 742 | 100,00 |  |  |  |
| Abstentions    | Abstentions                    | Abstentions    | 30 364 | 41,18  |  |  |  |
| Votants        | Votants                        | Votants        | 43 378 | 58,82  |  |  |  |
| Blancs et nuls | Blancs et nuls                 | Blancs et nuls | 759    | 1,75   |  |  |  |
| Exprimés       | Exprimés                       | Exprimés       | 42 619 | 98,25  |  |  |  |

### Élections de 2012
| Candidat       | Candidat                       | Parti          | Premier tour | Premier tour | Second tour | Second tour |  |
| Candidat       | Candidat                       | Parti          | Voix         | %            | Voix        | %           |  |
| -------------- | ------------------------------ | -------------- | ------------ | ------------ | ----------- | ----------- |  |
|                | Édouard Courtial sortant réélu | UMP            | 15 931       | 36,49        | 22 351      | 53,87       |  |
|                | Claude Gewerc                  | PS (EÉLV)      | 14 188       | 32,49        | 19 141      | 46,13       |  |
|                | André Fouchard                 | RBM (FN)       | 8 081        | 18,51        |             |             |  |
|                | Loïc Pen                       | FG (PCF)       | 3 146        | 7,21         |             |             |  |
|                | Luc Soisson                    | CpF (MoDem)    | 558          | 1,28         |             |             |  |
|                | Patricia Dore                  | AÉI            | 554          | 1,27         |             |             |  |
|                | Djamal Benkherouf              | Divers gauche  | 496          | 1,14         |             |             |  |
|                | Éliane Marco-Gimenez           | PDF            | 310          | 0,71         |             |             |  |
|                | Sébastien Ollier               | LO             | 254          | 0,58         |             |             |  |
|                | Yann Cezard                    | NPA            | 146          | 0,33         |             |             |  |
|                |                                |                |              |              |             |             |  |
| Inscrits       | Inscrits                       | Inscrits       | 75 112       | 100,00       | 75 109      | 100,00      |  |
| Abstentions    | Abstentions                    | Abstentions    | 30 927       | 41,17        | 32 311      | 43,02       |  |
| Votants        | Votants                        | Votants        | 44 185       | 58,83        | 42 798      | 56,98       |  |
| Blancs et nuls | Blancs et nuls                 | Blancs et nuls | 521          | 1,18         | 1 306       | 3,05        |  |
| Exprimés       | Exprimés                       | Exprimés       | 43 664       | 98,82        | 41 492      | 96,95       |  |

### Élections de 2017
Les élections législatives françaises de 2017 ont eu lieu les 11 et 18 juin 2017.
|                                                                        |                                                       |                           |                           |                          |                          |
|                                                                        |                                                       | Premier tour 11 juin 2017 | Premier tour 11 juin 2017 | Second tour 18 juin 2017 | Second tour 18 juin 2017 |
|                                                                        |                                                       |                           |                           |                          |                          |
|                                                                        |                                                       | Nombre                    | % des inscrits            | Nombre                   | % des inscrits           |
| Inscrits                                                               | Inscrits                                              | 76 094                    | 100,00                    | 76 096                   | 100,00                   |
| Abstentions                                                            | Abstentions                                           | 39 949                    | 52,50                     | 44 437                   | 58,40                    |
| Votants                                                                | Votants                                               | 36 145                    | 47,50                     | 31 659                   | 41,60                    |
|                                                                        |                                                       |                           | % des votants             |                          | % des votants            |
| Bulletins blancs                                                       | Bulletins blancs                                      | 576                       | 1,59                      | 2 186                    | 6,90                     |
| Bulletins nuls                                                         | Bulletins nuls                                        | 298                       | 0,82                      | 996                      | 3,15                     |
| Suffrages exprimés                                                     | Suffrages exprimés                                    | 35 271                    | 97,58                     | 28 477                   | 89,95                    |
|                                                                        |                                                       |                           |                           |                          |                          |
| Candidat Étiquette politique (partis et alliances)                     | Candidat Étiquette politique (partis et alliances)    | Voix                      | % des exprimés            | Voix                     | % des exprimés           |
|                                                                        |                                                       |                           |                           |                          |                          |
|                                                                        | Maxime Minot Les Républicains                         | 9 630                     | 27,30                     | 17 235                   | 60,52                    |
|                                                                        | Jean-François Dardenne La République en marche        | 9 066                     | 25,70                     | 11 242                   | 39,48                    |
|                                                                        | Philippe Lambilliotte Front national                  | 7 458                     | 21,14                     |                          |                          |
|                                                                        | Marie-Laure Darrigade La France insoumise             | 3 050                     | 8,65                      |                          |                          |
|                                                                        | Alexandre Ouizille Parti socialiste                   | 2 118                     | 6,00                      |                          |                          |
|                                                                        | Marie-France Boutroue Parti communiste français       | 1 669                     | 4,73                      |                          |                          |
|                                                                        | Luc Soisson Divers droite                             | 638                       | 1,81                      |                          |                          |
|                                                                        | Marc Mouilleseaux Debout la France                    | 634                       | 1,80                      |                          |                          |
|                                                                        | Agnès Dingival Lutte ouvrière                         | 401                       | 1,14                      |                          |                          |
|                                                                        | Mohamad Fakallah Divers gauche                        | 250                       | 0,71                      |                          |                          |
|                                                                        | Patricia Arnaud Divers (Union populaire républicaine) | 238                       | 0,67                      |                          |                          |
|                                                                        | Veronik Okendé Divers droite (La France qui ose)      | 119                       | 0,34                      |                          |                          |
| Source : Ministère de l'Intérieur - Septième circonscription de l'Oise |                                                       |                           |                           |                          |                          |

### Élections de 2022
Les élections législatives françaises de 2022 ont eu lieu les dimanches 12 et 19 juin 2022.
|                                                    |                                                                                     |                           |                           |                          |                          |
|                                                    |                                                                                     | Premier tour 12 juin 2022 | Premier tour 12 juin 2022 | Second tour 19 juin 2022 | Second tour 19 juin 2022 |
|                                                    |                                                                                     |                           |                           |                          |                          |
|                                                    |                                                                                     | Nombre                    | % des inscrits            | Nombre                   | % des inscrits           |
| Inscrits                                           | Inscrits                                                                            | 76 841                    | 100                       | 76 867                   | 100                      |
| Abstentions                                        | Abstentions                                                                         | 41 287                    | 53,73                     | 42 406                   | 55,17                    |
| Votants                                            | Votants                                                                             | 35 554                    | 46,27                     | 34 461                   | 44,83                    |
|                                                    |                                                                                     |                           | % des votants             |                          | % des votants            |
| Bulletins blancs                                   | Bulletins blancs                                                                    | 447                       | 1,26                      | 1413                     | 4,10                     |
| Bulletins nuls                                     | Bulletins nuls                                                                      | 191                       | 0,54                      | 548                      | 1,59                     |
| Suffrages exprimés                                 | Suffrages exprimés                                                                  | 34 916                    | 98,21                     | 32 500                   | 94,31                    |
|                                                    |                                                                                     |                           |                           |                          |                          |
| Candidat Étiquette politique (partis et alliances) | Candidat Étiquette politique (partis et alliances)                                  | Voix                      | % des exprimés            | Voix                     | % des exprimés           |
|                                                    |                                                                                     |                           |                           |                          |                          |
|                                                    | Loïc Pen Nouvelle Union populaire écologique et sociale (Parti communiste français) | 9 275                     | 26,56                     | 14 058                   | 43,26                    |
|                                                    | Maxime Minot* Les Républicains                                                      | 9 191                     | 26,32                     | 18 442                   | 56,74                    |
|                                                    | Tristan Szyszka Rassemblement national                                              | 8 745                     | 25,05                     |                          |                          |
|                                                    | Ophélie Van Elsuwe Ensemble                                                         | 4 845                     | 13,88                     |                          |                          |
|                                                    | Florence Italiani Reconquête                                                        | 1 154                     | 3,31                      |                          |                          |
|                                                    | Agnès Boillet Parti animaliste                                                      | 713                       | 2,04                      |                          |                          |
|                                                    | Agnès Dingival Lutte ouvrière                                                       | 546                       | 1,56                      |                          |                          |
|                                                    | Daniel Roul Droite souverainiste Debout la France                                   | 447                       | 1,28                      |                          |                          |
| * Député sortant                                   |                                                                                     |                           |                           |                          |                          |

En décembre 2022, le Conseil constitutionnel, saisi de la contestation  de ces élections par Tristan Szyszka, constate que l'utilisation par le candidat élu  d'un  camping-car arborant un affichage électoral pendant la campagne électorale a constitué une irrégularité, mais que celle-ci n'a pas eu de caractère massif, prolongé ou répété et, compte tenu du nombre de voix obtenues par chacun des candidats, qu'elle n’a pu dès lors altérer la sincérité du scrutin. En conséquence, la régularité de l'élection de Maxime Minot est confirmée.

### Élections de 2024
| Candidat                 | Candidat                 | Parti et coalition       | Nuance                   | Premier tour | Premier tour | Second tour | Second tour |
| Candidat                 | Candidat                 | Parti et coalition       | Nuance                   | Voix         | %            | Voix        | %           |
| ------------------------ | ------------------------ | ------------------------ | ------------------------ | ------------ | ------------ | ----------- | ----------- |
|                          | David Magnier            | RN                       | RN                       | 19 769       | 40,43        | 21 662      | 43,85       |
|                          | Loïc Pen                 | PCF (NFP)                | UG                       | 13 289       | 27,18        | 16 999      | 34,41       |
|                          | Maxime Minot             | LR (UDC)                 | LR                       | 10 519       | 21,52        | 10 734      | 21,73       |
|                          | Ophélie Van Elsuwe       | HOR (ENS)                | ENS                      | 4 006        | 8,19         |             |             |
|                          | Agnès Dingival           | LO                       | EXG                      | 615          | 1,26         |             |             |
|                          | Florence Italiani        | REC                      | REC                      | 415          | 0,85         |             |             |
|                          | Thomas Mongiraud         | DLF                      | DSV                      | 278          | 0,57         |             |             |
|                          |                          |                          |                          |              |              |             |             |
| Suffrages exprimés       | Suffrages exprimés       | Suffrages exprimés       | Suffrages exprimés       | 48 891       | 97,87        | 49 395      | 97,84       |
| Votes blancs             | Votes blancs             | Votes blancs             | Votes blancs             | 749          | 1,50         | 822         | 1,63        |
| Votes nuls               | Votes nuls               | Votes nuls               | Votes nuls               | 313          | 0,63         | 267         | 0,53        |
| Total                    | Total                    | Total                    | Total                    | 49 953       | 100          | 50 484      | 100         |
| Abstention               | Abstention               | Abstention               | Abstention               | 27 165       | 35,23        | 26 648      | 34,55       |
| Inscrits / participation | Inscrits / participation | Inscrits / participation | Inscrits / participation | 77 118       | 64,77        | 77 132      | 65,45       |

#### Département de l'Oise
- La fiche de l'INSEE de cette circonscription : « Tableaux et Analyses de la septième circonscription de l'Oise », sur insee.fr, site de l'Institut national de la statistique et des études économiques (consulté le 10 juin 2007) [PDF]

- « Tous les députés du département de l'Oise depuis 1789 » [archive du 30 septembre 2007], sur assemblee-nationale.fr, site de l'Assemblée nationale française (consulté le 10 juin 2007)

- « Informations contentieuses sur le département de l'Oise (Élections législatives de 2002) »(Archive.org • Wikiwix • Archive.is • Google • Que faire ?), sur conseil-constitutionnel.fr, site du Conseil constitutionnel (consulté le 13 juin 2007)

#### Circonscriptions en France
- « Carte des circonscriptions législatives en France », sur assemblee-nationale.fr, site de l'Assemblée nationale française (consulté le 10 juin 2007)

- « Résultats électoraux officiels en France »(Archive.org • Wikiwix • Archive.is • Google • Que faire ?), sur interieur.gouv.fr, site du ministère de l'Intérieur (France) (consulté le 13 juin 2007)

- Description et Atlas des circonscriptions électorales de France sur http://www.atlaspol.com, Atlaspol, site de cartographie géopolitique, consulté le 13 juin 2007.